# Харитоново (городской округ Шаховская)
Харитоново — деревня в городском округе Шаховская Московской области России.

## Население
| 1852 | 1859 | 1926 | 2002 | 2006 | 2010 |
| ---- | ---- | ---- | ---- | ---- | ---- |
| 182  | ↘177 | ↗276 | ↘19  | ↘13  | ↗17  |

## География
Расположена у границы с Лотошинским районом, примерно в 13 км к северу от районного центра — посёлка городского типа Шаховская, в устье небольшой реки Рехты, впадающей в Шерстню (бассейн Иваньковского водохранилища). Соседние населённые пункты — село Раменье, деревни Дрызлово и Пьянкино. Имеется автобусное сообщение с райцентрами Шаховская и Лотошино.

## Исторические сведения
В 1768 году деревня Харитонова относилась к Хованскому стану Волоколамского уезда Московской губернии и находилась во владении Коллегии экономии (ранее Иосифова монастыря). В деревне было 11 дворов и 53 души.
В середине XIX века деревня Хритоново относилась ко 2-му стану Волоколамского уезда и принадлежала Департаменту государственных имуществ. В деревне было 32 двора, 82 души мужского пола и 100 душ женского.
В «Списке населённых мест» 1862 года Харитоново — казённая деревня 1-го стана Волоколамского уезда Московской губернии по правую сторону Московского тракта, шедшего от границы Зубцовского уезда на город Волоколамск, в 30 верстах от уездного города, при безымянном ручье, с 29 дворами и 177 жителями (83 мужчины, 94 женщины).
По данным на 1890 год входила в состав Кульпинской волости, число душ мужского пола составляло 81 человек.
В 1913 году — 44 двора.
Постановлением президиума Моссовета от 24 марта 1924 года Кульпинская волость была ликвидирована, а её территория включена в состав Раменской волости.
По материалам Всесоюзной переписи населения 1926 года — центр Харитоновского сельсовета, проживало 276 человек (132 мужчины, 144 женщины), насчитывалось 44 крестьянских хозяйства.
С 1929 года — населённый пункт в составе Шаховского района Московской области.
1994—2006 гг. — деревня Раменского сельского округа.
2006—2015 гг. — деревня сельского поселения Раменское.
2015 — н. в. — деревня городского округа Шаховская.